# وانغ فان
وانغ فان (بالصينية: 王帆) (8 مارس 1987 بتشونغتشينغ في الصين - ) هو لاعب كرة قدم صيني في مركز الوسط. لعب مع نادي تشونغتشينغ ليانغجيانغ وYunnan Flying Tigers F.C. ‏ وGuizhou F.C. ‏.

## وصلات خارجية
- وانغ فان على موقع قاعدة بيانات كرة القدم.إي يو (الإنجليزية)
- وانغ فان على موقع Soccerway.com (الإنجليزية)